# Menhir Peyro-Hitto
Peyro-Hitto est un menhir situé à Saint-Martory, dans le département français de la Haute-Garonne.

## Historique
Le menhir était initialement situé à Peyro-Hitto, sur la commune (route de Monsaunès). Il a été abattu vers 1850 par le propriétaire des lieux pour être transporté dans la cour de sa ferme puis donné à la commune qui le fit redresser près de l'église paroissiale le 16 avril 1962. Cette mise en place a permis la découverte d'un fragment de l'ancienne voie romaine reliant Toulouse à Saint-Bertrand de Comminges.
L'édifice est classé au titre des monuments historiques le 19 septembre 1962.

## Description
Le menhir est constitué d'une dalle en calcaire en forme de parallélogramme assez régulier de 4 m de hauteur sur 1,25 m de largeur et 0,60 m d'épaisseur. Il comporte des sillons d'origine naturelle sur son extrémité supérieure.

### Liens connexes
- Ressource relative à l'architecture :   - Mérimée